# 渡辺実 (国語学者)
渡辺 実（わたなべ みのる、1926年8月19日 - 2019年12月6日）は、日本の国語学者・国文学者。京都大学名誉教授。文学博士。

## 人物
京都市生まれ。1948年、京都大学文学部卒業。1962年、「国語構文論」で文学博士（京都大学）。大阪女子大学助教授、京都大学教養部助教授、教授、1985年退官、名誉教授、上智大学教授、1997年退任。1991年6月から3年間、国語学会代表理事を務めた。
2019年12月6日20時56分、肺炎のため、神奈川県藤沢市の病院で死去。93歳没。

## 著書

### 単著
- 『国語構文論』塙書房 1971年
- 『国語文法論』笠間書院 1974年
- 『平安朝文章史』東京大学出版会 のちちくま学芸文庫 1981年
- 『大鏡の人びと 行動する一族』 中公新書 1987年
- 『枕草子』 岩波セミナーブックス 1992年
- 『日本語概説』岩波テキストブックス 1996年
- 『日本語史要説』岩波テキストブックス 1997年
- 『さすが!日本語』ちくま新書 2001年
- 『国語意味論 関連論文集』塙書房 2002年
- 『国語表現論』塙書房 2011年

### 共編著
- 『副用語の研究』編 明治書院 1983年
- 『改訂中学校学習指導要領の展開 国語科編』北川茂治共編 明治図書出版 1989年
- 『三省堂詳説古語辞典』秋山虔共編 2000年
- 『日本国語大辞典 第二版』(共編) 2000年-2002年

### 校注
- 『伊勢物語』新潮日本古典集成 1976年
- 『新日本古典文学大系 25枕草子』岩波書店 1991年